# Роберт Лай
Роберт Лай (на немски: Robert Ley, [ˈlaɪ]) е германски политик от Националсоциалистическата германска работническа партия (НСГРП).
Роден е на 15 февруари 1890 година в Нидербрайденбах, днес част от Нюмбрехт, в Рейнската провинция като седмо от единадесетте деца на бедно селско семейство. Прекъсва следването си, за да участва в Първата световна война, когато служи в артилерията и военновъздушните сили и от лятото на 1917 година е военнопленник във Франция. След войната завършва химия в Бонския университет и работи като химик в заводите на „Фарбен“ в Леверкузен. Включва се активно в НСГРП, редактира партийния вестник „Вестдойчер Беобахтер“ и от 1925 година оглавява партийната организация в Южен Райнланд. След като националсоциалистите вземат властта през 1933 година става ръководител на казионния профсъюз на формиращия се тоталитарен режим, наречен Германски трудов фронт, а от 1941 година е и имперски комисар за строителството на социални жилища. След Втората световна война е обвиняем за военни престъпления на Нюрнбергския процес.
Роберт Лай се самоубива на 25 октомври 1945 година, задушавайки се със самоделно въже в затвора в Нюрнберг.